# Ulrich (Abt)
Ulrich war der zweite Abt der Abtei Marienstatt. Er trat damit die Nachfolge von Hermann von Marienstatt an, der Gründungsabt von Marienstatt war. Sein Abbatiat dauerte nur wenige Monate und ist auf das Jahr 1223 begrenzt. Sein Nachfolger Konrad I. wurde bereits im Dezember 1223 zum Abt gewählt.